# S・W・アードネス
S・W・アードネス（S. W. Erdnase、1872年? - 1905年?）は、『The Expert at the Card Table』の著者。その正体はアメリカの賭博師、アマチュアマジシャンと考えられている。
1902年にS・W・アードネスが出版した『The Expert at the Card Table』は、主にイカサマ師がギャンブルの場で用いるカードテクニックについて100個以上の図とともに詳細に解説したものである。また、それらの技法を用いて行われる奇術（カードマジック）の解説もされている。正確には『The Expert at the Card Table』は1905年に再版されたときのタイトルで、原題は『Artifice Ruse and Subterfuge at the Card Table』である。
クロースアップマジックで知られるダイ・バーノンは同書を強く推し、1984年には注釈本である『Revelations』を発表している。またダーウィン・オーティスも『Annotated Erdnase』と題した写真入りの解説書を1991年に発表している。
『The Expert at the Card Table』は、日本でも浜野明千宏の訳によって東京堂出版から『プロがあかすカードマジック・テクニック』として1989年に出版されている。
アードネスがいったい何者であるのかは謎に包まれており、前述のダイ・バーノンのほかにフォーセット・ロス、ジェフ・バズビーなどがその正体を探っていた。
『Revelations』の編集者であるパーシ・ダイアコニスは、その序文においてギャンブラーとマジシャンの合作のペンネームであるという説を紹介している。
1940年代後半、マーティン・ガードナーがアードネスの正体をミルトン・フランクリン・アンドリューズであるとつきとめた。S・W・Erdnaseを逆に綴るとE・S・Andrewsとなる。アンドリューズは殺人容疑で指名手配中で、1905年に警官が彼の部屋に突入した際に自殺した。